# Hippopotamus pentlandi
A Hippopotamus pentlandi az emlősök (Mammalia) osztályának párosujjú patások (Artiodactyla) rendjébe, ezen belül a vízilófélék (Hippopotamidae) családjába tartozó fosszilis faj.

## Tudnivalók
A Hippopotamus pentlandi fosszilis vízilófaj, amely a pleisztocén korban élt, Szicília szigetén. Az állat őse a miocén kor végén, a messinai sókrízis idején vándorolhatott a szigetre. A 320 kilogrammos testtömegével az egyik legnagyobb törpevíziló volt.
A szigeten a ragadozók hiányának és az úgynevezett izolált zsugorodásnak következtében, a Hippopotamus pentlandi akár a Földközi-tenger szigetein élő többi vízilófaj is, azaz a krétai törpevíziló (Hippopotamus creutzburgi) és a ciprusi törpe víziló (Hippopotamus minor), több nemzedéken keresztül letörpült.

### Fordítás
- Ez a szócikk részben vagy egészben  a   Hippopotamus pentlandi című angol Wikipédia-szócikk ezen változatának fordításán alapul.  Az eredeti cikk szerkesztőit annak laptörténete sorolja fel. Ez a jelzés csupán a megfogalmazás eredetét és a szerzői jogokat jelzi, nem szolgál a cikkben szereplő információk forrásmegjelöléseként.